# Gamasomorpha maschwitzi
Gamasomorpha maschwitzi är en spindelart som beskrevs av Jörg Wunderlich 1995. Gamasomorpha maschwitzi ingår i släktet Gamasomorpha och familjen dansspindlar. Inga underarter finns listade i Catalogue of Life.